# Khí quyển Titan

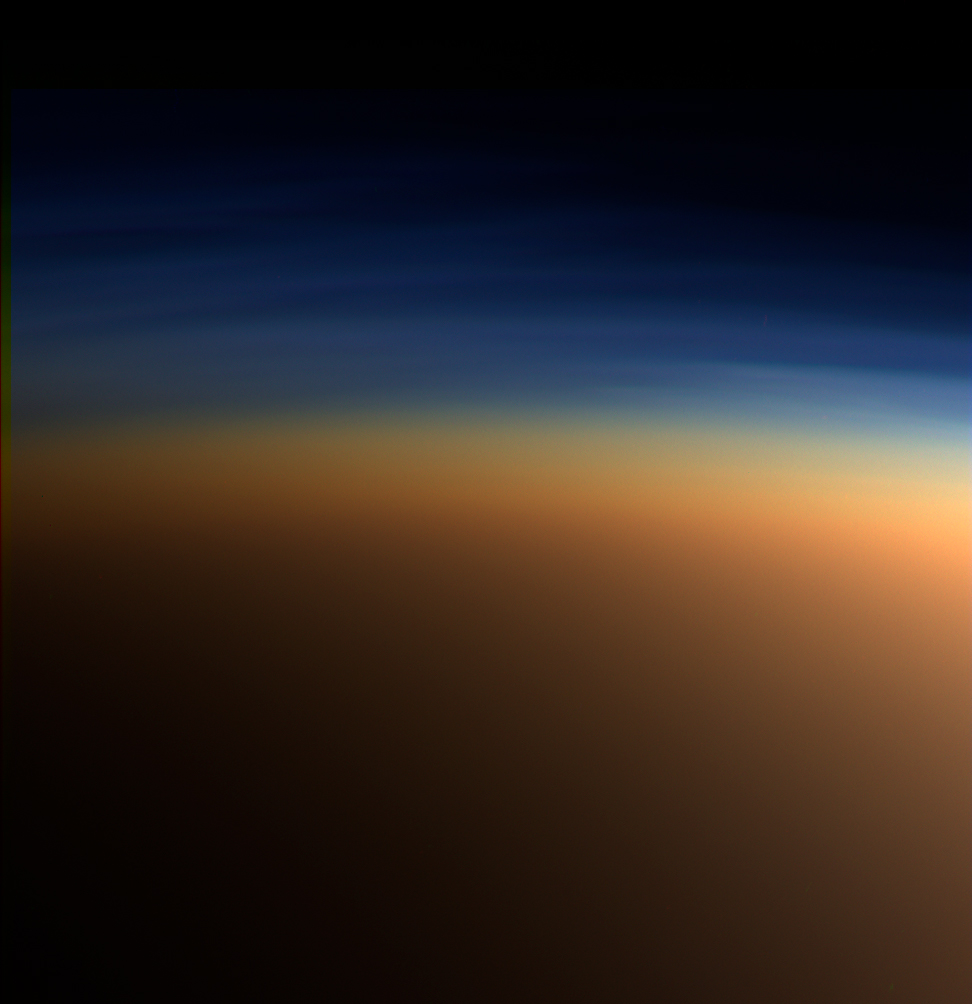
Ảnh màu thật các tầng sương mù trong khí quyển Titan

Khí quyển Titan là tầng khí bao phủ quanh Titan, vệ tinh tự nhiên lớn nhất của Sao Thổ. Titan là vệ tinh tự nhiên duy nhất sở hữu một bầu khí quyển dày trong Hệ Mặt Trời.
Sự hiện diện của một bầu khí quyển đáng kể lần đầu được nhà thiên văn học người Tây Ban Nha Josep Comas i Solà hoài nghi sau khi quan sát thấy hiện tượng tối ở rìa trên Titan vào năm 1903, và được Gerard P. Kuiper xác nhận vào năm 1944 sử dụng phương pháp kính quang phổ, từ đó ông có được ước lượng áp suất riêng phần khí quyển của methane thuộc bậc 100 millibars (10 kPa). Các quan sát sau đó vào những năm 1970 cho thấy con số của Kuiper đã bị thấp hơn một cách đáng kể; mức dồi dào của mêtan trong bầu khí quyển của Titan thì cao hơn gấp mười lần, và áp suất bề mặt thì ít nhất gấp đôi con số ông đã dự đoán. Áp suất bề mặt cao tức là mêtan chỉ có thể tạo thành một phần nhỏ bầu khí quyển của Titan. Vào năm 1980, Voyager 1 đã cho phép quan sát chi tiết lần đầu tiên bầu khí quyển của Titan, tiết lộ rằng áp suất bề mặt của nó còn cao hơn của Trái Đất, ở mức 1.5 bars (khoảng x1.48 khí quyển Trái Đất). Vào ngày 23 tháng 6 năm 2014, một nhân viên NASA/ESA nói rằng sự dồi dào đồng vị của nó là bằng chứng về việc nitơ trong bầu khí quyển của Titan tới từ những vật chất trong đám mây Oort, có mối liên hệ với sao chổi, và không phải từ vật chất hình thành nên Sao Thổ thời kì đầu.

Titan - ba cơn bão bụi phát hiện vào 2009-2010.